# سقط جنین در لیبریا
سقط جنین در لیبریا (انگلیسی: Abortion in Liberia)
تنها در موارد بارداری به‌دنبال تجاوز جنسی، ناهنجاری مادرزادی یا خطر برای عوارض بارداری مادر یا مرگ مادر تا هفته ۲۴ بارداری قانونی است. حدود ۳۲٪ از زنان سقط جنین داشته‌اند که لیبریایی‌ها آن را «خراب کردن شکم» می‌نامند. سقط جنین ناامن شایع است و ۱۵٪ از مرگ مادرها در این کشور را شامل می‌شود. سقط جنین خودالقایی نیز رایج است. سقط جنین پزشکی دارای محدودیت‌های قانونی است. مراقبت‌های پس از سقط جنین در مراکز عمومی و خصوصی ارائه می‌شود.
قانون سقط جنین در لیبریا از سال ۱۹۷۶ تصویب شده است. مجلس قانون‌گذاری لیبریا در سال ۲۰۲۰ لایحه‌ای برای قانونی‌سازی سقط جنین ارائه داد. این مجلس در سال ۲۰۲۲ بررسی این اصلاحیه را به پیشنهاد سناتور آگوستین چیا آغاز کرد. گروه‌های جنبش‌های حق سقط جنین معتقدند که این قانون باعث کاهش میزان بالای سقط جنین‌های ناامن خواهد شد. رهبران مذهبی با این لایحه مخالفت کرده و آن را ناقض حقوق جنین دانسته‌اند. تا سال ۲۰۲۴، این لایحه همچنان در حال بررسی است.

## قانون‌گذاری
ماده ۱۶٫۱ از قانون جزایی لیبریا، سقط جنین بدون دفاع قانونی را جرم می‌داند و ماده ۱۶٫۳ حد مجاز بارداری را ۲۴ هفته تعیین می‌کند. قانون سال ۱۹۷۶ سقط جنین را در موارد بارداری به‌دنبال تجاوز جنسی، زنای با محارم، خطر برای سلامت جسمی یا روانی مادر، خطر مرگ مادر یا ناهنجاری مادرزادی مجاز می‌داند. در موارد تجاوز یا زنای با محارم، انجام تحقیقات پلیسی و قضایی ضروری است و برای معافیت‌های پزشکی، تأیید کتبی دو پزشک الزامی است. قانون مشخص می‌کند که بارداری پس از تکمیل لانه‌گزینی (جنین انسان) آغاز می‌شود و شامل اقداماتی که برای جلوگیری از بارداری انجام می‌شود، نمی‌گردد.

## تاریخچه
در ژوئیه ۱۹۷۶، اصلاحیه‌ای در قانون جزایی با تأیید ریاست‌جمهوری تصویب شد که شامل ماده ۱۶٫۳ دربارهٔ سقط جنین بود. لیبریا پیش از سال ۱۹۹۶ قرص سقط جنین میفپریستون را قانونی کرده بود.

### اصلاحیه پیشنهادی (۲۰۲۲)
در فوریه ۲۰۲۰، اصلاحیه‌ای در لایحه بهداشت عمومی در خصوص سقط جنین به مجلس قانون‌گذاری لیبریا ارائه شد. این پیشنهاد ماده ۱۶٫۳ را اصلاح کرده و سقط جنین را به دلایل وضعیت اجتماعی-اقتصادی قانونی می‌کرد. همچنین، حد مجاز سقط جنین قانونی را به هفته چهاردهم بارداری کاهش می‌داد. معاون وزیر بهداشت، ورفی تولای، اظهار داشت که این محدودیت به این منظور اعمال شده که قانون از مرگ مادر جلوگیری کند، نه اینکه سقط جنین را ترویج دهد. در صورت تصویب، این قانون یکی از آزادترین قوانین سقط جنین در آفریقا خواهد شد، منطقه‌ای که بیشتر زنان در آن تحت قوانین محدودکننده زندگی می‌کنند.
در ۱۳ ژوئن ۲۰۲۲، کمیته‌های مشترک کنگره ایالات متحده آمریکا بررسی این لایحه را آغاز کرد. این بحث توسط آگوستین چیا از شهرستان ساینو، که رئیس کمیته بهداشت سنا و عضو کمیته قضایی سنا بود، معرفی شد. او در سخنرانی خود برای مجمع قانون‌گذاری زنان به نمایندگی از رئیس موقت سنا، آلبرت توگبه چیا، اظهار داشت که هدف او جلوگیری از جرم‌انگاری سقط جنین است. مجلس نمایندگان (لیبریا) این قانون را تصویب کرد. این پیشنهاد به موضوعاتی از جمله آموزش مسائل جنسی و تنظیم خانواده و همچنین سایر مسائل عمده بهداشتی می‌پرداخت، علی‌رغم اینکه در افکار عمومی این‌طور برداشت شده بود که لایحه‌ای مستقل دربارهٔ سقط جنین است.
یک جلسه ویژه در ۲۲ اوت ۲۰۲۳ برگزار شد و در ۵ سپتامبر پس از آنکه جنبش‌های ضد سقط جنین خواستار رد این لایحه توسط مجلس قانون‌گذاری شدند، به پایان رسید. تا فوریه ۲۰۲۴، سنا در حال بررسی این قانون است. ائتلاف برای تغییر دموکراتیک با این پیشنهاد مخالف است. دبیرکل این حزب، جفرسون تمبا کویجی، استدلال کرد که این لایحه رشد جمعیت را تهدید می‌کند.
جنبش‌های حق سقط جنین به نرخ بالای سقط‌های غیرقانونی در لیبریا و خطر عوارض ناشی از آن اشاره کرده‌اند. گروهی از سناتورها به صورت ناشناس به Liberian Observer گفتند: «فکر نمی‌کنید که زمان تغییر فرا رسیده است؟ بله. انجام سقط جنین غیرقانونی ممکن است منجر به مرگ‌های بیشتری شود، زیرا در کلینیک‌های غیررسمی انجام می‌شود و گاهی ما نوزادانمان را در زباله‌دان‌ها رها می‌کنیم، زیرا بسیاری از زنان حتی توانایی تأمین یک وعده غذایی روزانه یا ایجاد خانه‌ای مناسب برای فرزندانشان را ندارند.» سازمان Community Health Initiative، که از این قانون حمایت می‌کند، با دولت ملی همکاری کرده و ائتلاف‌هایی تشکیل داده و کارگاه‌هایی را برای روزنامه‌نگاران دربارهٔ این موضوع برگزار کرده است. سازمان ملی غیرانتفاعی Sister AID Liberia نیز جلسات رسانه‌ای برای بحث دربارهٔ جلوگیری از سقط‌های ناایمن برگزار کرده است. معاون رئیس‌جمهور جول هاوارد تیلور در مصاحبه‌ای با رادیو دولتی ELBC-FM حمایت خود را از این قانون اعلام کرد.
بسیاری از رهبران مذهبی و اقتدار سنتی بر این باورند که سقط جنین برخلاف تعالیم مسیحی و سنت‌های محلی است. مخالفان استدلال کرده‌اند که اولویت دادن به حقوق سقط جنین باعث نادیده گرفتن حقوق جنین می‌شود. اسقف کوروتو کی. براون، رئیس پیشین شورای کلیساهای لیبریا، از معترضان سرسخت این قانون بوده است. سازمان او، کمپین جلوگیری از سقط جنین در لیبریا، از شهروندان خواسته تا با نمایندگان خود تماس بگیرند و مخالفتشان را اعلام کنند. اعضای شورای مذهبی لیبریا از سفارت سوئد، مونروویا و سایر سازمان‌هایی که از فعالیت‌های حمایت از قانونی‌سازی سقط جنین حمایت مالی کرده‌اند، انتقاد کرده‌اند. سفیر سوئد، اوربان شواستروم، از حمایت کشورش از قانونی‌سازی سقط جنین دفاع کرد و سفارت هرگونه رشوه دادن به قانون‌گذاران را رد کرد.